# (4139) Ulʹyanin
(4139) Ulʹyanin es un asteroide perteneciente al cinturón de asteroides descubierto el 2 de noviembre de 1975 por Tamara Mijáilnovna Smirnova desde el Observatorio Astrofísico de Crimea, en Naúchni.

## Designación y nombre
Ulʹyanin fue designado al principio como 1975 VE2.
Más tarde, en 1996, se nombró en honor del piloto e inventor ruso Serguéi Ulʹyanin (1871-1921).

## Características orbitales
Ulʹyanin está situado a una distancia media de 3,142 ua del Sol, pudiendo acercarse hasta 2,61 ua y alejarse hasta 3,673 ua. Su inclinación orbital es 1,592 grados y la excentricidad 0,1691. Emplea 2034 días en completar una órbita alrededor del Sol.

## Características físicas
La magnitud absoluta de Ulʹyanin es 12,2.